# آزورا بونکو
آزورا بونکو(به ژاپنی: 青空文庫) یک کتابخانه دیجیتال ژاپنی است. این کتابخانه مجموعه‌ای آنلاین از چند هزار اثر داستانی و غیر داستانی به زبان ژاپنی را گردآوری کرده است.

## تاریخچه
آزورا بونکو در سال ۱۹۹۷ در اینترنت ایجاد شد و هدفش این بود که آثار ادبی ژاپنی را که حق تکثیرشان منقضی شده است در دسترس آزاد و در اختیار همگان قرار دهد.